# Vicente Álvarez Areces
Vicente Álvarez Areces (Madrid, 4 agosto 1943 – Madrid, 17 gennaio 2019) è stato un politico spagnolo.

## Biografia
È stato sindaco di Gijón dal 1987 al 1999, presidente del Principato delle Asturie dal 20 luglio 1999 al 15 luglio 2011 e senatore al parlamento spagnolo dal 13 dicembre 2011. Tra ottobre 2016 e giugno 2017 è stato portavoce del Partito Socialista Operaio Spagnolo al Senato. Da allora, è stato senatore. Areces ha contratto due matrimoni: il primo con Isabel Rodríguez, da cui è nato il suo primogenito Manuel Carlos Álvarez-Areces, professore presso il Dipartimento di Diritto Pubblico dell'Università di Oviedo, e il secondo con Soledad Saavedra. È morto all'età di 75 anni per un infarto del miocardio.